# Josephine Baker
Joséphine Baker, született Freda Josephine McDonald (Saint Louis, Missouri, 1906. június 3. – Párizs, 1975. április 12.) afroamerikai származású francia énekesnő, táncosnő, előadóművész. 1937-ben lett francia állampolgár.
Becenevei az angolban a „Bronz Vénusz” (Bronze Venus), „Fekete Gyöngy” (Black Pearl), és a „Kreol Istennő” (Créole Goddess) voltak. Franciaországban őt mindig „La Baker”- ként ismerték.
Baker volt az első afroamerikai nő, aki egy jelentős filmben játszott főszerepet. Ismert volt még a Civil Rights Movement (emberjogi mozgalom) támogatásáért az Egyesült Államokban (1968-ban Coretta Scott King a mozgalom vezetését ajánlotta fel, de Martin Luther King Jr. meggyilkolása miatt nem fogadta el); a francia ellenállás segítéséért a második világháború alatt kitüntetést kapott, így ő volt az első amerikai születésű nő, aki megkapta a legmagasabb francia katonai érdemrendet, a croix de guerre hadikeresztet.

## Életpályája

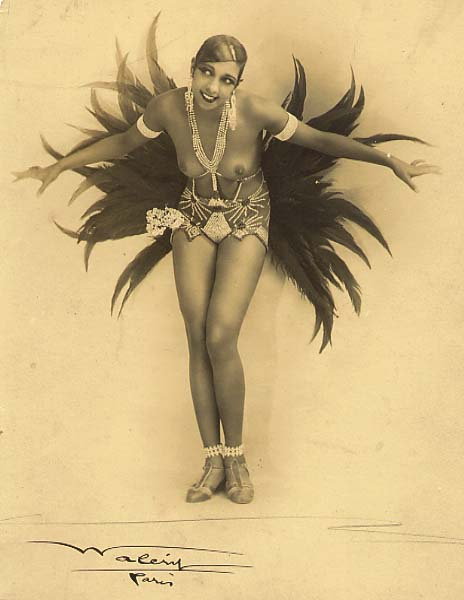
Josephine Baker (1927)

Freda Josephine McDonaldként született 1906. június 3-án, kelet St. Louisban, Illinois államban, Carrie McDonald lányaként. Valódi etnikai háttere ismeretlen. Apja személyazonosságát a történészek vitatják. Mindazonáltal nagy az eshetősége annak, hogy Eddie Carson varietédobos volt az, de Jean-Claude Baker életrajzában így ír erről:

" … ismert volt az apja (anyakönyvi kivonaton) egyszerűen „Edw” ... Úgy gondolom, Josephine apja fehér volt... az emberek St. Louis-ban azt beszélték, hogy egy német családnak dolgozott (Josephine anyja, akkortájt mikor terhes lett). (Carrie) hagyta, hogy az emberek azt gondolják, hogy Eddie Carson az apa…. (de) Josephine jobban tudta."
Édesanyját, Carrie-t 1886-ban fogadta örökbe Richard és Elvira McDonald, Little Rock-ban, Arkansas államban. Ők mindketten afrikaiaknak és bennszülött amerikaiaknak a leszármazottai voltak.
Josephine 12 évesen kimaradt az iskolából, és 13 éves koráig elindította a pályafutását táncosként és utcai előadóművészként. 15 évesen csatlakozott a St. Louis-i kórushoz. Később New Yorkban egy revü-csapatban kezdett táncolni.
Ez a csapat „Revue Negre” néven lépett fel Párizsban, ahol Josephine hamar kitűnt az együttesből és hatalmas szólókarriert futott be.
Menedzsere 10 évig egy, a családját Joséphine kedvéért elhagyott olasz arisztokrata, Pepito Abatino irányította, ez alatta 10 év alatt együtt is éltek. 1928-ban kétszer is járt Budapesten, harmadszor 1957-ben.
Gyermeke nem lehetett, többször elvetélt, ezért 1947-ben elhatározta, hogy gyermekeket fogad örökbe a világ minden részéről, feketét, fehéret, sárgát, rézbőrűt, arabot, zsidót..., összesen tizenkettőt, ahogy ő nevezte, a szivárványcsaládot. Mindegyik gyermekét eredeti hite, vallása alapján nevelte, bebizonyítandó, hogy szeretetben élhet együtt minden ember, fajtól függetlenül: a rasszizmus nem velünk születik, hanem tanuljuk.
Sokáig a Dordogne megyei Milandes kastélyban nevelte a gyerekeket és turistaközpontot létesített és visszavonult a színpadról, csak a turistaközpontban lépett fel. A vállalkozás nem járt sikerrel, így újra színpadra lépett (ekkor járt harmadszor Budapesten).
Élharcosa volt a faji egyenlőségnek, emiatt – különösen az USA-ban – rengeteg támadás érte és volt, hogy több százezer dolláros szerződései mentek füstbe politikai meggyőződése miatt.
68 éves korában lépett fel utoljára Párizsban a Bobino színházban (a felvétel a youtube-on megtalálható az egész revüről és ebben látható páratlan tehetsége a varieté világában), majd az egyik előadás után agyérgörcsöt kapott és néhány nap múlva meghalt.
A legszenzációsabb nő, akit valaha is láttam.

## Emlékezete
A francia ellenállásban, majd polgárjogi aktivistaként és a rasszizmus ellen küzdő nőként szerzett érdemeit elismerve, 2021. november 30-án, egy szimbolikus állami temetés keretében – az első fekete nőként – bekerült a párizsi Panthéonba. A családja kívánságára hamvai Monacóban maradtak, a mauzóleumban elhelyezett koporsóban négy helyről származó földet helyeztek el: születési helyéről, az Amerikai Egyesült Államokbeli Saint-Louisból, legnagyobb sikerei helyéről, Párizsból, a Milandes-i birtokról, valamint az őt befogadó Monacóból.

## Férjei
- Willie Wells (öntödei munkás), 1919)
- William Howard Baker (1920–23)
- Jean Lion (francia cukormágnás), 1937–38)
- Jo Bouillon (zenekari hegedűs), 1947–62)

## Kapcsolatai
Baker nem csak férfiakkal, de nőkkel is tartott fent viszonyt. Ismertebb szeretői között voltak Colette, az író és Frida Kahlo, mexikói festőművész.

## Filmek
- Siren of the Tropics (1927)
- The Woman from the Folies Bergères (1927; rövidfilm)
- Zouzou (1934)
- Princesse Tam Tam (1935)
- Fausse alerte (1940)
- Moulin Rouge (1941)
- An jedem Finger zehn (1954)
- Carosello del varietà (1955)

## Albumok
- 1951 – Chansons Americaines
- 1951 – Josephine Baker • Columbia
- 1952 – Avec Josephine Baker • Mercury
- 1952 – The Inimitable Josephine Baker • Mercury
- 1962 – The Fabulous Josephine Baker • RCA Victor / RCA
- 2011 – Voilà Paris! • Sepia Records voir Paris Multiwaves
- J’ai Deux Amours – Du Caf’ Conc’ au Music Hall • EMI Music Distribution
- Remembering Jasmine
- The Very Best of Josephine Baker • Bygone Days

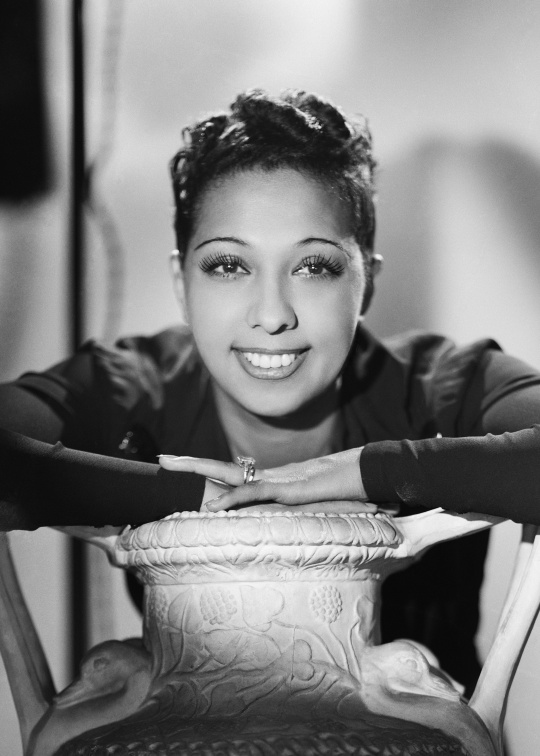
1940-ben